# Vojtěch Mozík
Vojtěch Mozík, född 26 december 1992, är en tjeckisk professionell ishockeyspelare som är kontrakterad till NHL-organisationen New Jersey Devils och spelar för deras primära samarbetspartner Albany Devils i American Hockey League (AHL). Han har tidigare spelat på lägre nivå för BK Mladá Boleslav och HC Plzeň i Extraliga.
Mozík blev aldrig draftad av någon NHL-organisation.

## Statistik
| 2011–2012        | BK Mladá Boleslav | Extraliga        | 27  | 2  | 3  | 5  | 12  | 12 | 1 | 2 | 3 | 4  |
| 2012–2013        | HC Plzeň          | Extraliga        | 28  | 0  | 1  | 1  | 20  | 18 | 0 | 1 | 1 | 24 |
| 2013–2014        | HC Plzeň          | Extraliga        | 51  | 8  | 6  | 14 | 60  | —  | — | — | — | —  |
| 2014–2015        | HC Plzeň          | Extraliga        | 51  | 10 | 19 | 29 | 94  | 4  | 1 | 1 | 2 | 6  |
| 2015–2016        | New Jersey Devils | NHL              | 1   | 0  | 0  | 0  | 0   | —  | — | — | — | —  |
|                  | Albany Devils     | AHL              | 49  | 2  | 12 | 14 | 38  | —  | — | — | — | —  |
| NHL totalt       | NHL totalt        | NHL totalt       | 1   | 0  | 0  | 0  | 0   | —  | — | — | — | —  |
| AHL totalt       | AHL totalt        | AHL totalt       | 49  | 2  | 12 | 14 | 38  | —  | — | — | — | —  |
| Extraliga totalt | Extraliga totalt  | Extraliga totalt | 157 | 20 | 29 | 49 | 186 | 40 | 2 | 5 | 7 | 36 |